# Vietnã nos Jogos Olímpicos de Verão de 2024
Vietnã participou dos Jogos Olímpicos de Verão de 2024, realizados em Paris, na França. Foi a 17.ª aparição do país nos Jogos Olímpicos de Verão desde a estreia em Helsinque 1952.
Foi representado por 16 atletas que competiram em onze esportes, mas nenhum conquistou medalhas.

## Competidores
Esta foi a participação por modalidade nesta edição:
| Esporte        | Masculino | Feminino | Total |
| -------------- | --------- | -------- | ----- |
| Atletismo      | 0         | 1        | 1     |
| Badminton      | 1         | 1        | 2     |
| Boxe           | 0         | 2        | 2     |
| Canoagem       | 0         | 1        | 1     |
| Ciclismo       | 0         | 1        | 1     |
| Halterofilismo | 1         | 0        | 1     |
| Judô           | 0         | 1        | 1     |
| Natação        | 1         | 1        | 2     |
| Remo           | 0         | 1        | 1     |
| Tiro           | 0         | 2        | 2     |
| Tiro com arco  | 1         | 1        | 2     |
| Total          | 4         | 12       | 16    |

## Desempenho

### Atletismo
- Q = Qualificado para a próxima fase
- q = Qualificado para a próxima fase como o perdedor mais rápido ou, em eventos de campo, pela posição sem atingir o alvo para qualificação
- N/A = Fase não aplicável para o evento
- Bye = Atleta não precisou disputar aquela fase

Feminino
Eventos de pista
| Atleta           | Evento | Preliminar | Preliminar | Baterias | Baterias | Semifinal   | Semifinal   | Final       | Final       | Ref.  |
| Atleta           | Evento | Tempo      | Pos.       | Tempo    | Pos.     | Tempo       | Pos.        | Tempo       | Pos.        | Ref.  |
| ---------------- | ------ | ---------- | ---------- | -------- | -------- | ----------- | ----------- | ----------- | ----------- | ----- |
| Trần Thị Nhi Yến | 100 m  | 11.81      | 1 Q        | 11.79    | 7        | Não avançou | Não avançou | Não avançou | Não avançou | [ 5 ] |

### Badminton
Masculino
| Atleta      | Evento  | Fase de grupos       | Fase de grupos       | Fase de grupos | Oitavas              | Quartas              | Semifinal            | Final / DB           | Final / DB  | Ref.  |
| Atleta      | Evento  | Adversário Resultado | Adversário Resultado | Pos.           | Adversário Resultado | Adversário Resultado | Adversário Resultado | Adversário Resultado | Pos.        | Ref.  |
| ----------- | ------- | -------------------- | -------------------- | -------------- | -------------------- | -------------------- | -------------------- | -------------------- | ----------- | ----- |
| Lê Đức Phát | Simples | GER F Roth V 2–0     | IND Prannoy H D 1–2  | 2              | Não avançou          | Não avançou          | Não avançou          | Não avançou          | Não avançou | [ 6 ] |

Feminino
| Atleta           | Evento  | Fase de grupos       | Fase de grupos       | Fase de grupos | Oitavas              | Quartas              | Semifinal            | Final / DB           | Final / DB  | Ref.  |
| Atleta           | Evento  | Adversário Resultado | Adversário Resultado | Pos.           | Adversário Resultado | Adversário Resultado | Adversário Resultado | Adversário Resultado | Pos.        | Ref.  |
| ---------------- | ------- | -------------------- | -------------------- | -------------- | -------------------- | -------------------- | -------------------- | -------------------- | ----------- | ----- |
| Nguyễn Thùy Linh | Simples | AUS T Ho V 2–0       | USA B Zhang D 0–2    | 2              | Não avançou          | Não avançou          | Não avançou          | Não avançou          | Não avançou | [ 7 ] |

### Boxe
Feminino
| Atleta         | Evento    | Fase de 32           | Oitavas de final     | Quartas de final     | Semifinal            | Final                | Final       | Ref.  |
| Atleta         | Evento    | Adversário Resultado | Adversário Resultado | Adversário Resultado | Adversário Resultado | Adversário Resultado | Pos.        | Ref.  |
| -------------- | --------- | -------------------- | -------------------- | -------------------- | -------------------- | -------------------- | ----------- | ----- |
| Võ Thị Kim Ánh | Até 54 kg | IND P Pawar D 0–5    | Não avançou          | Não avançou          | Não avançou          | Não avançou          | Não avançou | [ 8 ] |
| Hà Thị Linh    | Até 60 kg | TGA F Epenisa V 5–0  | CHN Yang W D 0–5     | Não avançou          | Não avançou          | Não avançou          | Não avançou | [ 9 ] |

### Canoagem
Feminino
| Atleta           | Evento    | Eliminatórias | Eliminatórias | Quartas | Quartas | Semifinal   | Semifinal   | Final       | Final       | Ref.          |
| Atleta           | Evento    | Tempo         | Pos.          | Tempo   | Pos.    | Tempo       | Pos.        | Tempo       | Pos.        | Ref.          |
| ---------------- | --------- | ------------- | ------------- | ------- | ------- | ----------- | ----------- | ----------- | ----------- | ------------- |
| Nguyễn Thị Hương | C-1 200 m | 49.74         | 6             | 49.09   | 6       | Não avançou | Não avançou | Não avançou | Não avançou | [ 10 ] [ 11 ] |

### Ciclismo

#### Estrada
Feminino
| Atleta          | Evento             | Tempo   | Pos. | Ref.   |
| --------------- | ------------------ | ------- | ---- | ------ |
| Nguyễn Thị Thật | Corrida em estrada | 4:10:47 | 73   | [ 12 ] |

### Halterofilismo
Masculino
| Atleta         | Evento    | Arranco | Arranco | Arremesso | Arremesso | Total | Pos. | Ref.   |
| Atleta         | Evento    | Result. | Pos.    | Result.   | Pos.      | Total | Pos. | Ref.   |
| -------------- | --------- | ------- | ------- | --------- | --------- | ----- | ---- | ------ |
| Trịnh Văn Vinh | Até 61 kg | 128     | DNF     | —         | —         | —     | DNF  | [ 13 ] |

### Judô
Feminino
| Atleta         | Evento    | Primeira fase         | Oitavas              | Quartas              | Semifinais           | Repescagem           | Final / DB           | Final / DB | Ref.   |
| Atleta         | Evento    | Adversário Resultado  | Adversário Resultado | Adversário Resultado | Adversário Resultado | Adversário Resultado | Adversário Resultado | Pos.       | Ref.   |
| -------------- | --------- | --------------------- | -------------------- | -------------------- | -------------------- | -------------------- | -------------------- | ---------- | ------ |
| Hoàng Thị Tình | Até 48 kg | TUN O Bedioui D 00–01 | Não avançou          | Não avançou          | Não avançou          | Não avançou          | Não avançou          | =17        | [ 14 ] |

### Natação
Masculino
| Atleta           | Evento       | Eliminatórias | Eliminatórias | Semifinal | Semifinal | Final       | Final       | Ref.   |
| Atleta           | Evento       | Tempo         | Pos.          | Tempo     | Pos.      | Tempo       | Pos.        | Ref.   |
| ---------------- | ------------ | ------------- | ------------- | --------- | --------- | ----------- | ----------- | ------ |
| Nguyễn Huy Hoàng | 800 m livre  | 8:08.39       | 28            | —         | —         | Não avançou | Não avançou | [ 15 ] |
| Nguyễn Huy Hoàng | 1500 m livre | 15:18.63      | 21            | —         | —         | Não avançou | Não avançou | [ 15 ] |

Feminino
| Atleta         | Evento       | Eliminatórias | Eliminatórias | Semifinal   | Semifinal   | Final       | Final       | Ref.   |
| Atleta         | Evento       | Tempo         | Pos.          | Tempo       | Pos.        | Tempo       | Pos.        | Ref.   |
| -------------- | ------------ | ------------- | ------------- | ----------- | ----------- | ----------- | ----------- | ------ |
| Võ Thị Mỹ Tiên | 200 m medley | 2:17.18       | 27            | Não avançou | Não avançou | Não avançou | Não avançou | [ 16 ] |

### Remo
Feminino
| Atleta       | Evento        | Baterias | Baterias | Repescagem | Repescagem | Quartas | Quartas | Semifinais | Semifinais | Final   | Final | Ref.   |
| Atleta       | Evento        | Tempo    | Pos.     | Tempo      | Pos.       | Tempo   | Pos.    | Tempo      | Pos.       | Tempo   | Pos.  | Ref.   |
| ------------ | ------------- | -------- | -------- | ---------- | ---------- | ------- | ------- | ---------- | ---------- | ------- | ----- | ------ |
| Phạm Thị Huệ | Skiff simples | 8:03.84  | 4 R      | 8:00.97    | 2 QF       | 7:56.96 | 6 SC/D  | 8:22.85    | 6 FD       | 7:47.84 | 23    | [ 17 ] |

Legenda: FA = Final A (disputa de medalha); FB = Final B (sem disputa de medalha); FC = Final C (sem disputa de medalha); FD = Final D (sem disputa de medalha); FE = Final E (sem disputa de medalha); FF = Final F (sem disputa de medalha); SA/B = Semifinais A/B; SC/D = Semifinais C/D; SE/F = Semifinais E/F; QF = Quartas; R = Repescagem

### Tiro
Feminino
| Atleta            | Evento              | Qualificação | Qualificação | Final       | Final       | Ref.   |
| Atleta            | Evento              | Marca        | Pos.         | Marca       | Pos.        | Ref.   |
| ----------------- | ------------------- | ------------ | ------------ | ----------- | ----------- | ------ |
| Trịnh Thu Vinh    | Pistola de ar 10 m  | 578          | 4 Q          | 198.6       | 4           | [ 18 ] |
| Trịnh Thu Vinh    | Pistola livre 25 m  | 587          | 4 Q          | 16          | 7           | [ 18 ] |
| Lê Thị Mộng Tuyền | Carabina de ar 10 m | 621.1        | 40           | Não avançou | Não avançou | [ 19 ] |

### Tiro com arco
Masculino
| Atleta        | Evento     | Ranqueamento | Ranqueamento | Fase de 64           | Fase de 32           | Oitavas              | Quartas              | Semifinal            | Final / DB           | Final / DB  | Ref.   |
| Atleta        | Evento     | Total        | Pos.         | Adversário Resultado | Adversário Resultado | Adversário Resultado | Adversário Resultado | Adversário Resultado | Adversário Resultado | Pos.        | Ref.   |
| ------------- | ---------- | ------------ | ------------ | -------------------- | -------------------- | -------------------- | -------------------- | -------------------- | -------------------- | ----------- | ------ |
| Lê Quốc Phong | Individual | 652          | 47           | MDA D Olaru D 0–6    | Não avançou          | Não avançou          | Não avançou          | Não avançou          | Não avançou          | Não avançou | [ 20 ] |

Feminino
| Atleta            | Evento     | Ranqueamento | Ranqueamento | Fase de 64           | Fase de 32           | Oitavas              | Quartas              | Semifinal            | Final / DB           | Final / DB  | Ref.   |
| Atleta            | Evento     | Total        | Pos.         | Adversário Resultado | Adversário Resultado | Adversário Resultado | Adversário Resultado | Adversário Resultado | Adversário Resultado | Pos.        | Ref.   |
| ----------------- | ---------- | ------------ | ------------ | -------------------- | -------------------- | -------------------- | -------------------- | -------------------- | -------------------- | ----------- | ------ |
| Đỗ Thị Ánh Nguyệt | Individual | 648          | 37           | IRI M Fallah D 5–6   | Não avançou          | Não avançou          | Não avançou          | Não avançou          | Não avançou          | Não avançou | [ 21 ] |

Misto
| Atleta                          | Evento  | Ranqueamento | Ranqueamento | Oitavas              | Quartas              | Semifinal            | Final / DB           | Final / DB  | Ref.          |
| Atleta                          | Evento  | Total        | Pos.         | Adversário Resultado | Adversário Resultado | Adversário Resultado | Adversário Resultado | Pos.        | Ref.          |
| ------------------------------- | ------- | ------------ | ------------ | -------------------- | -------------------- | -------------------- | -------------------- | ----------- | ------------- |
| Lê Quốc Phong Đỗ Thị Ánh Nguyệt | Equipes | 1300         | 24           | Não avançou          | Não avançou          | Não avançou          | Não avançou          | Não avançou | [ 20 ] [ 21 ] |